# Huawei Ascend P6

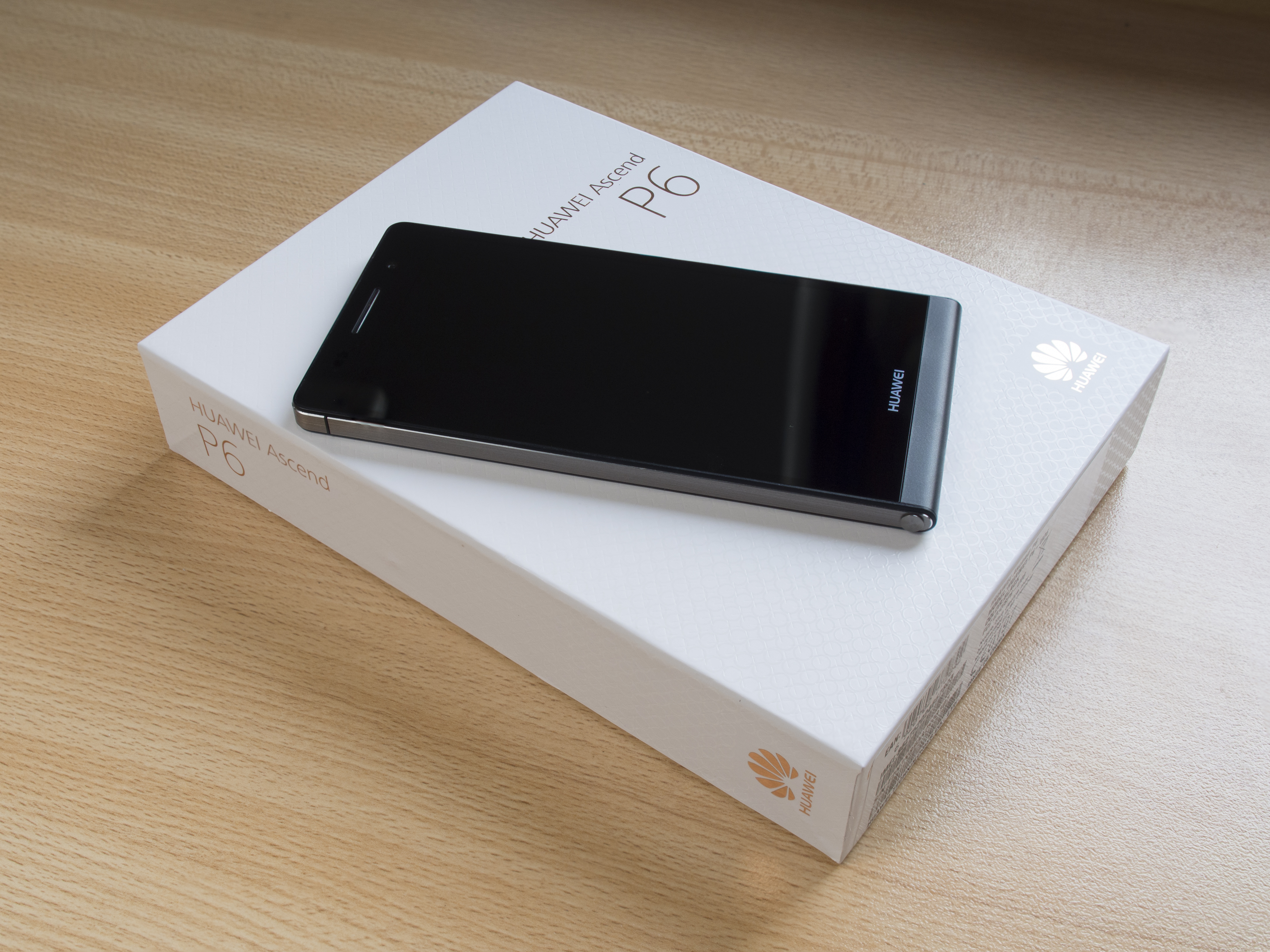
Huawei Ascend P6 e la sua confezione

Il Huawei Ascend P6 è uno smartphone progettato e commercializzato da Huawei immesso sul mercato il 18 giugno 2013.

## Panoramica
Il Huawei Ascend P6 è caratterizzato da un corpo in alluminio con una texture spazzolata sul retro. L'Ascend P6 è disponibile nei colori bianco, nero e rosa . Presenta anche una striscia metallica argentata sui lati simile all'iPhone 4. Lo slot del caricatore si trova sul lato superiore. Il pulsante di accensione e il jack da 3,5 mm si trovano sul lato destro mentre lo slot per le cuffie, che funge anche da alloggiamento per la scheda SD e lo slot SIM. L'Ascend P6 è dotato di uno strato protettivo in vetro Gorilla Glass con display IPS-LCD 720p. È dotato di una fotocamera posteriore da 8 MP e una fotocamera frontale da 5 MP, ed è alimentato da un processore Quad-Core da 1.5 Ghz con 2 GB di RAM.

## Software
L'Ascend P6 è dotato con Android 4.2.2 Jelly Bean con l'EMUI 1.6 di Huawei.